# Тамарин-Мерецкий, Александр Александрович
Александр Александрович Тамарин-Мерецкий, варианты фамилии Тамарин, Тамарин-Мирецкий (1882—16 сентября 1938) —  писатель, журналист, кавалерист, участник Первой мировой и гражданской войн, назир (министр) по военным делам Бухарской народной советской республики, политзаключённый, агроном и селекционер в системе ГУЛАГа.

## Биография
По национальности крымский татарин, дворянского происхождения. Родился в деревне Бахчи-Эли Феодосийского уезда Таврической губернии. 
Выпускник Ялтинской Александровской гимназии. Затем окончил Лесной институт в Санкт-Петербурге. В 1906—1907 годах учился[где?] во Франции. В последствии был корреспондентом газетах "Утро России", "День". 
В 1914—1917 годах военный корреспондент на Юго-Западном и Кавказском фронтах, позднее служил в штабе Дикой дивизии, имел чин поручика. После февральской революции продолжал сотрудничать с газетой "Утро России". В дневнике Владимира Амфитеатрова-Кадашева сохранилась возмущенная запись от 4 марта 1917 года о репортаже собственного корреспондента этой газеты Алексадра Тамарина, якобы, пробравшегося, переодевшись солдатом, в царский поезд в момент отречения Николая II от престола:
Но тираж со 100000 скакнул до 350000! Победителей не судят. Впечатление в публике от тамаринского вранья — огромное: кроме нас, журналистов, все поверили этим несообразностям, и фраза государя о том, что он поедет в Ливадию разводить цветы, всеми повторяется со смехом.
Присутствовал на Первом Всероссийском мусульманском съезде, прошедшем 1-11 мая 1917 года в «Доме Асадуллаева» в Москве.
В августе 1917 года участвовал в выступлении генерала Л. Г. Корнилова.  Достаточно продолжительное время сотрудничал в "белой" ростовской газете "Приазовский край", где общался с А. Ветлугиным, позже написавшим о Тамарине очерк. Где был и чем занимался Тамарин зимой 1917/1918 года и последующим летом 1918, когда именно он присоединился к красным, остаётся неясным. 
В мае 1919 года был занят формированием кавалерийской части в Казани. К нему из Москвы  Мирсаид Султан-Галиев, в тот момент председатель Центральной мусульманской военной коллегии при Наркомате военных дел РСФСР, направил бывшего купца Газиза Яушева. Тамарин смог помочь Яушеву устроиться агентом по закупке лошадей для Красной Армии.
В 1920—1923 годах служил (последовательно) начальником дивизии, командиром корпуса, командующим Бухарской Красной армией. В 1922-1923 годах после перехода Арифова на сторону повстанцев Тамарин занимал должность народного назира по военным делам БНСР. 
В 1923 году в Москве был арестован видный исламский богослов Муса Бигиев. По словам историка Р. И. Беккина, познакомившегося со следственным делом, всем упоминавшимся во время допросов лицам Бигиев давал превосходные характеристики, но за единственным исключением, и им оказался А. А. Тамарин. Бигиев сообщил следствию, что Тамарин просил у него рекомендательное письмо для посла Турции, потому что хотел уехать из России. Тамарин был одним из немногих, кому Бигиев подарил экземпляр «Воззвания к мусульманским нациям». Ренат Беккин предположил, что Тамарин мог дать показания против Бигиева, так как последний просил следователя устроить им очную ставку. По неясным причинам очная ставка не состоялась.
С 1925 вышел в запас по болезни. Поселился в Москве, получал военную пенсию, публиковал статьи в газетах, включая "Комсомольскую правду".
8 апреля 1927 года впервые арестован  по подозрению в участии   военном  заговоре бывших офицеров царской армии. ОСО при ОГПУ приговорило его к 3 годам ИТЛ. Срок отбывал в Вишерском отделении СЛОН. Заведовал лагерной оранжереей, выращивал розы. 3 сентября 1929 года решением ОСО при ОГПУ срок был сокращён на полгода. Но через месяц (7 октября 1929 г.) вновь приговорён ОСО при ОГПУ к 7 годам  ИТЛ. Вышел на свободу 3 октября 1932 года. 
По контракту работал заведующим агробазой станции "Океанская" треста "Дальстрой" в окрестностях  Владивостока. Занимался разведением в парниках плодовых и овощных культур. 

22 марта 1935 года ЦИК СССР своим постановлением снял судимость. С  ноября 1935 года сотрудник, а де-факто научный руководитель агробазы в бухте Нагаево.  11 июня 1936 года приказом по Государственному тресту «Дальстрой» № 202 приказом заместителя директора Дальстроя по труду и начальника Севвостлага И. Г. Филиппова в устье реки Таскан была создана первая на Колыме опытная сельскохозяйственная станция (КОС), являвшейся Северо-Восточным филиалом Всесоюзного института растениеводства. А назначен её управляющим был А. А. Тамарин. Тамарин писал: 
На месте старого якутского стойбища на устье р. Эльген был создан совхоз... Из огромного навозного наследства якутов построили теплицы и парники и в 1935 г. дали овощи приискам. Тысячи пудов ячменя, овса сняты с полей Эльгена. Созрела озимая рожь... получен семенной материал по картофелю. Проблема полного самообеспечения Заколымья овощами становится реальной программой. КОС и “Эльген” должны решить эти задачи в короткие сроки.
А. А. Тамарин проработал на Колыме всего два лета. Ряд сведений о его деятельности на Колымской опытной станции восходит к рекламному очерку И. Е. Гехтмана  "Покорение земли", опубликованному в книге "Золотая Колыма" в 1937 году:
Неподалеку от Эльгена, в непроходимой таежной глуши, в нескольких бревенчатых избенках и палатках расположилась Колымская опытная сельскохозяйственная станция.
Это первый научный институт Колымы, в котором ведутся крупные работы по созданию полярного земледелия.
Руководит станцией известный агроном, создатель образцовых сельскохозяйственных станций во Владивостоке тов. Тамарин.

Дыня-тыква Тамарина весом в два пуда, гибрид капусты Тамарина с чудовищными кочанами, ряд совершенно новых видов томатов и северного картофеля, акклиматизированные на Дальнем Востоке японские и китайские сорта растений создали Тамарину славу «дальневосточного Мичурина».
Во многих последующих публикациях, в том числе и "Колымских рассказах" В. Т. Шаламова, эти сведения повторены близко к тексту
. При этом дочь Тамарина в своём письме-протесте отрицала, что её отец был большим любителем цветоводства и огородничества, тем более "дальневосточным Мичуриным".
В ноябре 1937 года поехал в отпуск в центральную Россию. 10 мая 1938 года арестован НКВД в Москве. 12 сентября 1938 года включён в расстрельный список по первой категории за подписями Сталина, Молотова и Жданова. 16 сентября 1938 года Военной коллегией Верховного суда СССР (ВК ВС СССР) по обвинению в шпионаже и участии в контр-революционной террористической организации приговорён к расстрелу. Останки похоронены на территории расстрельного полигона "Коммунарка". 
4 марта 1958 года реабилитирован ВК ВС СССР.

### Библиофил и писатель

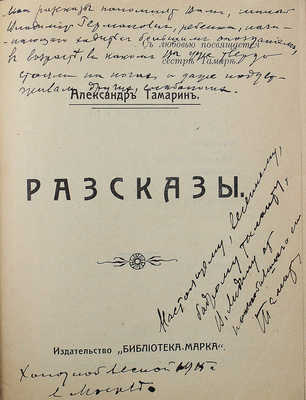
Обложка сборника рассказов, 1913 года с автографом: «Мои рассказы напомнят Вам, милый Владимир Германович, ребенка, начинающего ходить с большим опозданием, в возрасте, в каком Вы уже твердо стояли на ногах и даже поддерживали других слабоногих. Настоящему, весеннему, бодрому таланту, В. Лидину от полюбившего его Тамарина. Холодной весной 1915 в Москве»

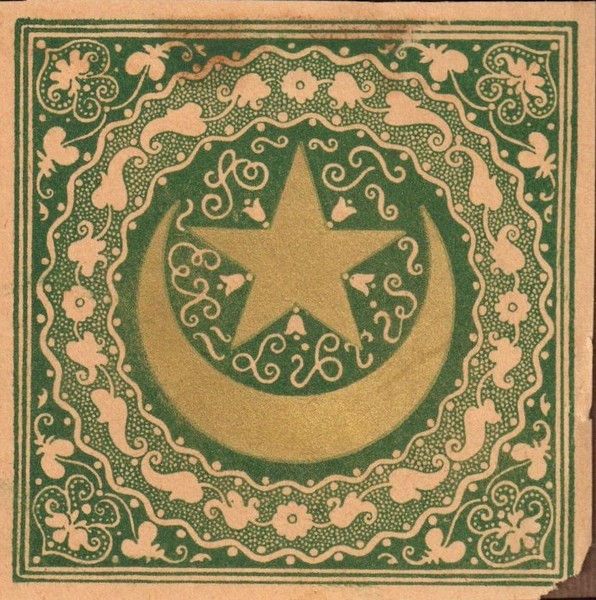
Ex libris А. Тамарина работы У. Г. Иваска

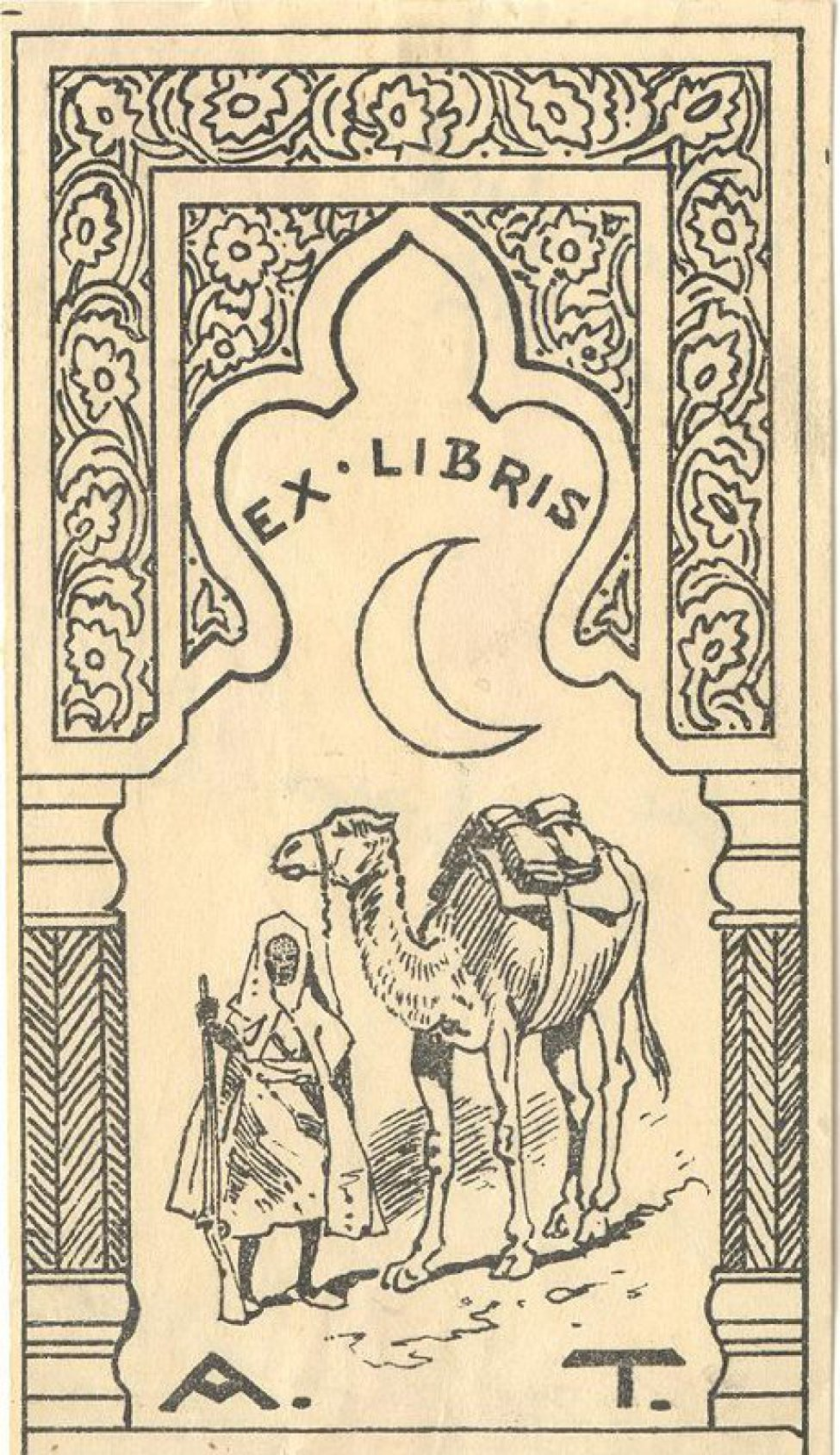
Ex libris А. Тамарина работы С. М. Мухарского

А. А. Тамарин собрал обширную коллекцию книг на нескольких языках преимущественно о мусульманском Востоке, по исламу, истории, этнографии, географии и культуре стран Ближнего Востока, Аравии и стран северной Африки. Только часть её составляет более 332 экземпляров и хранится в Самарской областной универсальной научной библиотеке. Книги снабжены экслибрисами трёх типов, включающих текст «Ex libris A. T.». Книги из библиотеки Тамарина есть в других библиотеках: в Некрасовской библиотеке и в коллекции экслибрисов Серебряного века В. В. Худолея. 
Атрибуция произведений Тамарина-Мерецкого затруднена тем, что одновременно с ним под тем же псевдонимом публиковал свои произведения Алексей Окулов. Их часто смешивали. В словаре псевдонимов И. Ф. Масанова (1958), по-видимому, все произведения под именем "Александр Тамарин", включающие публикации в журналах: Южное Обозрение; Солнце Красное (1913); Солнце России (1913-1916); Лукоморье (1915); Журнал Журналов (1916); Утро России (1917); Новая Россия (1926) — без оговорок отнесены А. И. Окулову.  В. Н. Абросинова, автор статьи об Окулове словаря "Русские писатели. 1800—1917" пишет: 
«Под псевд<онимом> Александр Тамарин публиковал исключительно жанровые, приключенч<еские>, детектив<ные>, истории для "легкого" чтения».  Далее следует список произведений, часть из которых, по-видимому, принадлежит перу Тамарина-Мерецкого. Рассказ "Там мой Аллах", вошедший под названием "Кара-Джан" в сборник рассказов Тамарина 1913 года, безусловно принадлежит перу Тамарина-Мерецкого. Несомненно, Тамарин-Мерецкий — автор брошюры "Мусульмане на Руси" 1917 года. По-видимому, Тамарину-Мерецкому принадлежит ряд произведений, по тематике связанных с югом России, Кавказом, Восточными странами и исламом.  Роман-хроника из современной турецкой жизни "Селимэ" о судьбе еврейской девочки, ставшей поэтессой Селимэ, лидером женского движения в Турции и добившейся в итоге роспуска гарема, по тематике гораздо ближе знатоку Востока и ислама Тамарину-Мерецкому, нежели сибиряку Тамарину (Окулову). Но по мнению современных комментаторов именно с этот роман, в котором "гаремные страсти в Турции соединялись с феминистскими проблемами", принёс успех Тамарину (Окулову). Биограф А. Окулова В. Н. Абросинова считает, что это именно он под псевдонимом А. Тамарин в 1911 году был корреспондентом одесской газеты "Южная  мысль" по освещению событий на фронте итало-турецкой войны. Возможность того, что автором мог быть крымский татарин Тамарин-Мерецкий, владевший турецким языком, не рассматривается. Таким образом, изучение творчества Тамарина-Мерецкого ещё предстоит.

## А. А. Тамарин в творчестве Варлама Шаламова
Тамарину посвящён рассказ Шаламова 1967 года "Хан-Гирей" из сборника "Воскрешение лиственницы", вошедшего в Колымские рассказы. Он также упоминается под именем Александр Александрович Шан-Гирей и в более раннем произведении (1961 г.) антиромане "Вишера", в одноимённой главе.
Из прозы Шаламова можно извлечь немало биографических, в значительной степени мифологизированных сведений о А. А. Тамарине. Многое из текстов писателя прямо перекочевало в биографии Тамарина, не будучи подкрепленным независимыми источниками. Такие сведения выделены жирным шрифтом и сопровождаются примечаниями.
Сначала остановимся на сведениях  о Тамарине в антиромане "Вишера". В 1929 году Тамарин агроном сельхоза Вишерлага. Вместе с ним жили его мать, которой 86 лет, и сестра. Подпись Тамарин-Мерецкий появилась в 20-е годы в публикациях в  "Комсомольской правде", чтобы отличаться от Тамарина (Алексея Окулова). Сестра работала машинисткой в конторе <лагеря?>. Согласно Шаламову, Тамарину в 1929 году 65 лет, то есть он 1874 года рождения, на 8 лет старше своего реального возраста. Настоящая фамилия Тамарина Шан-Гирей, он был начальником штаба "Дикой дивизии" и участвовал в Корниловском походе на Петроград. Перешёл в Красную армию по призыву Брусилова <то есть после сентября 1920>, командовал корпусом во время операций против Энвер-паши. Был обвинен в военных ошибках, когда Энвер-паша избежал плена в вырвался из окружения. По Шаламову — Тамарин утверждал, что был близок ко двору императора, "татарский князь из свиты Николая II". Вскоре после встречи с Шаламовым  Тамарина под конвоем увезли в Москву <в сентябре-октябре 1929 г.>, где ему увеличили срок до 10 лет. Причина, якобы, в том, что в каких-то мемуарах об Энвере-паше припомнили, что Тамарин был с ним знаком и именно Тамарин помог ему бежать. Дальнейшая судьба описана кратко. Берзин добился сокращения срока Тамарину и взял его с собой на Колыму, где на Колымской опытной станции Тамарин заложил основы сельского хозяйства на Крайнем Севере. Якобы, в 1935 году с Тамарина была снята судимость и он был награжден Орденом Ленина. Тамарин умер своей смертью до ареста Берзина.
В рассказе "Хан-Гирей" многие строки дословно повторяют текст главы "Вишера". Остановимся на различиях. Во-первых, бывшая фамилия главного героя иная и она вынесена в заглавие. Главный герой сменил фамилию после обращения Брусилова, то есть после сентября 1920. Тамарин, "командир кавалерийского корпуса – три ромба по сравнительной шкале военных званий того времени". Жена Тамарина умерла вскоре после его отставки по подозрению в помощи Энверу-паше. Поселившись в Москве, публиковал статьи в "Комсомольской правде" за подписью А. А. Мерецкий. Арестован в 1928 году, срок 3 года лагерей. В мечтах Тамарин представляет себя селекционером роз, автором новых сортов "Звезда Тамарина" и "Гибрид Тамарина", отмеченных премиями. Летом 1929 года Шаламов гостит у Тамарина в его каморке при оранжерее, они беседуют о литературе. После пересмотра дела Тамарину дали "высшую меру с заменой десятью годами". Причина пересмотра объяснена несколько иначе: "За границей вышли в свет мемуары Энвера<-паши>. В самих мемуарах ни слова о Тамарине не говорилось, но предисловие к книге написал бывший адъютант Энвера. Адъютант написал, что Энвер ускользнул только благодаря содействию Тамарина". Узнав о новом сроке Тамарина, умерла его мать. Сестра продолжала  работать машинисткой в конторе Вишхимза<вода>. Тамарин работает по сельскохозяйственной части "сначала вокруг Владивостока, а потом близ Эльгена". В 1935 году не Тамарин, а Берзин был награждён Орденом Ленина. А Тамарин получил реабилитацию и снятие судимости «с восстановлением во всех правах». К 1935 году умерла его сестра. К его успехам относится капуста "Гибрид Тамарина", «Дыня-тыква Тамарина» и картофель селекции Тамарина. Тамарин  возглавил на Колымское отделение растениеводства Дальневосточной академии наук. В 1937-м Берзин помог Тамарину получить отпуск «на материк». Они ехали вместе в одном поезде в Москву и Берзина арестовали на подступах к столице, в Александрове. Тамарин вскоре узнал, что он уволен из Дальстроя. Он написал заявление с просьбой вернуть его для дальнейшей работу на Колыму. Очевидно, о гибели Тамарина Шаламов не знал.
В 1990 году после первых публикаций рассказов Шаламова в СССР дочь Тамарина опубликовала опровержение изложенных писателем деталей биографии её отца. Приведем её сведения в пересказе:
После первой публикации этого рассказа <"Хан-Гирей"> последовало протестное письмо дочери Тамарина-Мерецкого, подкрепленное архивными документами. Она, в частности, писала, что ее отец не являлся ни татарским князем Ханом-Гиреем, ни высшим чиновником при дворе Николая II, не был начальником штаба «Дикой дивизии» генерала Корнилова, не способствовал побегу Энвера-паши, не был любителем цветоводства и огородничества, не был награжден орденом Ленина в 1935 г. И самое главное — не умер он на Колыме глубоким стариком, «не дожив до свистопляски 37–38 гг. … 14 мая 1938 г.… (он) был арестован. <…> Погиб он в возрасте 56 лет».

## Публикации (предварительный список)
- Тамарин Александр. Ужасный сепаратист. // Бессарабская жизнь, № 160, 15 июля 1910, с. 3. (об увольнении инспектора народных училищ Бессарабской губернии Халиппы)
- Тамарин Александр. Чары Востока. // Южная мысль. 1912, № 125, 29 янв., стр. 3. [Автобиографичность поэмы Пушкина «Цыгане»].
- Т. <Тамарин А. А.(?)> У академика Бунина: Беседа // Южная мысль. 1912. No 307. 6 сентября. С. 5.
- Тамарин Александр. Рассказ // Детство и отрочество (Одесса) № 1, 20 февраля 1912 г.
- Тамарин Александр. Рассказы. [Одесса]. Из-во "Библиотека-Марка" 1913. 32 с. (включает Кара-Джан; Под дикой звездой; Губернаторша; Я и он; Помощь тети Берты. "Кара-Джан" - первое название рассказа "Там мой Аллах" )**
- Тамарин Александр. Там мой Аллах // Аргус, 1914 № 18.**
- Тамарин Александр. Юнька (рассказ), Русская иллюстрация № 14. 10 мая 1915 г. стр. 22-24*
- Тамарин Александр. Армяне. // Армянский вестник, 1916, № 7, с. 5-6. № 8, с. 4-5.
- Тамарин А. Мусульмане на Руси. - М., 1917. - (Общедоступ. полит. библиотека; № 52).
- Тамарин Александр. Пауки на солнышке. // Утро России. 5 марта 1917 https://culture.wikireading.ru/16136
- Тамарин Александр. В комнате арестованных. // Утро России. 5 марта 1917
- Тамарин А. Толпа и министр. // Утро России. 27 мая 1917.
- ? Тамарин Александр. Ниара. // Альманах Стремнины. Выпуск 2. Москва, Книгоиздательство Л. А. Слонимского, 1918. *

### Рекомендуемые источники
- Лычева А. В. Александр Тамарин: мифы и реальность // Российский экслибрисный журнал.– Москва, 2010. – Вып. 11. – С. 17–23.
- Тамарина М. Жизнь всегда намного трагичнее… // Книжное обозрение. 1990. 18 мая (№20) - о судьбе А.А. Тамарина.

## Комментарии
1. ↑  В источнике сайт "ЦентАзия" очевидная опечатка "Бачхе-Эли"[5]
2. ↑  В документах следственного дела значится — "Образование: незаконченное высшее"[4]. Причины этого разночтения неясны.
3. ↑  Ветлугин пишет: "Зимой 1917—1918, в первую детскую зиму большевизма, Тамарин разоблачал комиссаров, выискивал документы, формировал какие-то добровольческие отряды имени Корнилова[9]", однако сайт "ЦентрАзия", видимо, опираясь на автобиографии Тамарина-Мерецкого, сообщает: "После Октябрьской революции 1917 – ком. отряда Красной гвардии. С 02.1918 – в Красной армии[5]".
4. ↑  Биограф В. Т. Шаламова  Валерий Есипов связывает арест А. А. Тамарина с арестом начальника Дальстроя Э. П. Берзина и концом так называемой, цитирую: "«романтической» эпохи Дзержинского и Берзина на Колыме". "Тогда же, в ноябре—декабре 1937 года, были арестованы и позже расстреляны И. Г. Филиппов, А. С. Майсурадзе (так в источнике, правильно А. Н. — Александр Николаевич), А. А. Тамарин-Мирецкий и десятки других бывших «вишерцев», знакомых Шаламову. Л. М. Эпштейна та же участь постигла в 1940 году"[25]. Действительно Э. П. Берзин был арестован 19 декабря 1937  года по обвинению в организации и руководстве «Колымской антисоветской, шпионской, повстанческо-террористической, вредительской организации», расстрелян  1 августа 1938 и похоронен в Коммунарке. Реабилитирован 4 июля 1956 г.[26]. Однако остальных перечисленных Есиповым сотрудников Дальстроя репрессированных во время Большого террора, как правило, содержали в других тюрьмах, приговаривали к казни в другое время и реабилитировали не одновременно с Берзиным. Всё это косвенные признаки того, что их следственные дела не были объединены в одно. Начальник Севвостлага И. Г. Филиппов был арестован  17 декабря 1937 года, не был этапирован в Москву, а 8 апреля 1940 г. скончался в Магаданской тюрьме во время следствия[27], начальник учетно-распределительного отдела "Дальстроя" А. Н.  Майсурадзе был арестован  26 марта 1938 г., как и Берзин, по обвинению в участии в к.-р. террористической организации и расстрелян 16 июня 1938 г. в Коммунарке, реабилитирован 12 июля 1958 г.[28], помощник начальника "Дальстроя" Л. М. Эпштейн был арестован 5 декабря 1937, через два дня после отъезда Берзина на материк, находился 4 года в Магаданской тюрьме под следствием, в 1939 был приговорен к ВМН с правом обжалования, в августе 1941 года скончался после первого дня повторного слушанья дела на выездной сессии Хабаровского суда. По официальной версии покончил с собой, по версии семьи был убит по приказу лиц, боявшихся его разоблачений. Реабилитирован в 1988[29]. Пятеро расстрелянных сотрудников "Дальстроя" были прописаны в одном и том же доме 15а на Волоколамком шоссе, причём Тамарин и Майсурадзе в одной квартире № 47[30].
5. ↑  Например, в письме из Карса от 20 февраля 1917 года Андрей Соболь пишет Владимиру Лидину: А вот сейчас читаю в Вашем письме, что завелся там <в газете "Утро России"> А. Тамарин — и изжога появилась. Ведь это дурная болезнь, о к<оторо>й в приличном обществе вслух нельзя говорить[33]:226. Публикатор В. Хазан относит эти слова к А. Окулову, хотя именно Тамарин-Мерецкий работал в это время в газете "Утро России"[33]:230.
6. ↑  Список произведений Александра Тамарина, по мнению В. Н. Абросиновой принадлежащих перу А. Окулова[35]: 

  1. "Шпион" ("Солнце России", 1912, No 17; то же: "Волны", 1912, No 6),
  2. "Фабрика евнухов" ("Синий журнал", 1912, No 17),
  3. "Бонза" ("Солнце России", 1913, No 17),
  4. "Эльси" ("Жизнь", 1913, No 37),
  5. "Рысью марш" ("Жизнь", 1913, No 40),
  6. "Мышка" ("Жизнь", 1914, No 5),
  7. "Холостая фортунка" ("Жизнь", 1914, No 9),
  8. "Там мой Аллах" ("Аргус", 1914, No 18),
  9. "Не надо" ("Лукоморье", 1915, No 29),
  10. "Царица Игамет" ("Журнал Журналов", 1915, No 10),
  11. "Аю" ("Свободный журнал", 1915, No 15),
  12. "Походные песни" ("Журнал Журналов", 1915, No 8),
  13. "Юнька" ("Рус. илл.", 1915, No 14),
  14. "Хромой чёрт" (там же, No 17),
  15. "Семь покрывал" ("Жизнь и суд", 1916, No 15),
  16. "Переоценка" ("Журнал Журналов". 1916, No20),
  17. "Пресса и власть" ("Журнал Журналов", 1916, No 7).
  18. "Селимэ" ("Всемирная новь", 1913, No 30—38).
7. ↑  В базе данных С. В. Волкова находим запись: "Шан-Гирей Алексей. Константиновское военное училище 1880. Полковник, начальник штаба Кавказской туземной кавалерийской дивизии. С 1920 в РККА. В апр. 1929 в 4-м отделении СЛОН на Вишере, затем заведующий Колымской опытной станцией. /671/"[40] Вторая часть справки безусловно относится к А. А. Тамарину, а вот, кто Алексей Шан-Гирей, окончивший кадетское училище за 2 года до рождения Тамарина, неясно. Среди начальников штаба "Дикой дивизии" он не значится[41].
8. ↑  В одной из биографий: В этом же <1935> году был награждён Тамарин был награждён орденом Ленина[42]
9. ↑  В большинство биографий вошла фраза "до 1918 именовался хан Гирей"[5] или "До 1918 года имя и фамилия - Хан-Гирей", хотя это утверждение опровергнуто воспоминаниями дочери[22][23].
10. ↑  Эти сведения повторены в одной из биографий: "До введения официальных воинских званий РККА (1935) - имел три ромба в петлицах, т.е. командир корпуса"[12].
11. ↑  "Вывел <...> гибридные сорта <...> роз"[12].
12. ↑  Эти сведения, отсутствующие в "Вишере" (1961) и появившиеся в рассказе "Хан-Гирей" (1966), дают возможность уточнить, когда Шаламов прочитал книгу очерков И. Е. Гехтмана "Золотая Колыма" 1937-го года издания
13. ↑  Расхождение дат ареста, сохранившихся в памяти семьи и в следственных документах (10 мая), может быть связано с тем, что ордер на арест был выписан на 4 дня раньше, чем действительный арест произошёл.